# Império Bizantino sob a dinastia teodosiana
A dinastia teodosiana do Império Bizantino começou com a ascensão de Teodósio I como imperador do Oriente. Enquanto o cristianismo foi gradativamente estabelecido como uma proeminente religião durante o período, as controvérsias em torno do arianismo e do nestorianismo ameaçaram a unidade do império.

## Teodósio I
Com a morte de Teodósio I, em 17 de janeiro de 395, o Império Romano foi dividido em Império Romano do Oriente e Império Romano do Ocidente. Arcádio assumiu o controle do Império do Oriente, enquanto Honório assumiu o controle da parte Ocidental.

## Arcádio
Como imperador, Honório estava sob controle do vândalo romanizado mestre dos soldados (magister militum) Flávio Estilicão, enquanto Arcádio foi dominado por um de seus ministros, Rufino. Estilicão foi acusado por alguns de querer o controle de ambos os imperadores, e supõe-se que ele tenha comprado um mercenário gótico para matar Rufino em 395; Embora a prova definitiva do envolvimento de Estilicão no assassinato não exista, a intensa competição e os ciúmes políticos foram constantes na primeira parte do reinado de Arcádio.
Neste mesmo ano, embora o Império Bizantino tivesse se comprometido a pagar pesado tributo aos hunos, estes começaram um conflito com o império. Neste ano, os hunos atravessaram o Cáucaso e começaram a saquear a província sassânida da Mesopotâmia e avançaram sobre o território romano oriental até serem parados em 397.
O novo conselheiro de Arcádio, o eunuco Eutrópio, ocupou o lugar de Rufino como o poder atrás do trono imperial do Oriente. Eutrópio mostrou-se ousado ao realizar uma campanha contra uma invasão huna em 397/8, sendo que como consequência de tal empreitada adquiriu o consulado e a dignidade de patrício em 399. Além disso, Eutrópio adquiriu considerável apoio do clero após o início da posse de João Crisóstomo como patriarca de Constantinopla em 398.
Durante o período de Eutrópio, Estilicão manteve sua pretensão de controle da metade oriental do império. Além disso, realizou periódicas incursões contra os visigodos de Alarico I. Eutrópio, nesse meio tempo, apoiou uma revolta na África do Conde Gildo que estava sob controle ocidental, no entanto, tal empreitada fracassou e acabou por auxiliar em sua própria derrocada. Revoltas fomentadas por rebeldes germânicos liderados por Tribigildo foram a causa maior da deposição de Eutrópio. Tribigildo, que estava aliada com o general gótico Gainas, aceitou o fim das revoltas em troca da deposição do conselheiro real, sendo que tal exigência foi apoiada pela esposa de Arcádio, Élia Eudóxia. Eutrópio foi deportado para a Calcedônia sendo posteriormente julgado e executado.
Um possível sucessor de Eutrópio foi o prefeito pretoriano Aureliano, no entanto, este acabou por ser deportado por Gainas que ambicionava o trono. Em 400 uma série de godos federados estabelecidos na capital foram massacrados e os sobreviventes entraram em fuga sob o comando de Gainas para a Trácia, onde foram rastreados pelas tropas imperiais e abatidos e Gainas foi mandado para a Ásia onde acabou por ser morto pelos hunos e sua cabeça foi enviada como um presente pelo rei huno Uldino para Arcádio. Tal episódio ocorreu após uma tentativa de golpe arquitetada pelo ambicioso general Gainas. A principal fonte para o caso é um documento de Sinésio de Cirene, Aegyptus sive de providentia, (400) uma alegoria egipcianizada que personifica um relato encoberta dos eventos, a exata interpretação que continua a confundir os estudiosos. Sinésio De regno, que afirma se dirigir ao próprio Arcádio, contém um discurso inflamado contra os godos.
Em janeiro de 400, Élia Eudóxia acabou por ser nomeada Augusta o que ampliou seu campo de influência sob o imperador, especialmente porque ela havia dado a ele quatro filhos (Élia Pulquéria, Arcádia, Marina e Teodósio). Desse modo, Eudóxia tornou-se o novo poder atrás do trono. Em 402 um consulado conjunto foi selado por Honório e Arcádio.

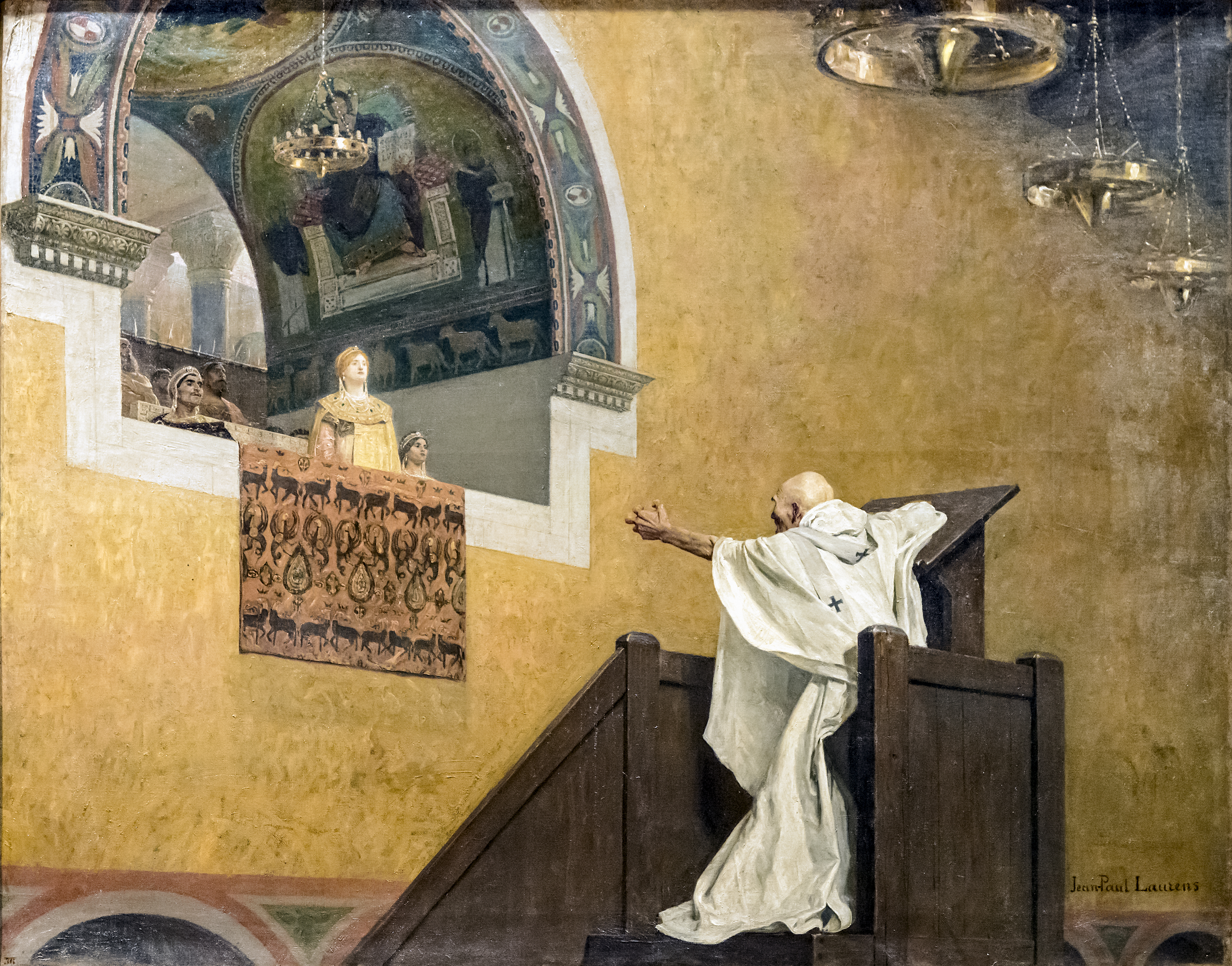
João Crisóstomo e a imperatriz Élia Eudóxia, por Jean-Paul Laurens.

Os visigodos que anteriormente haviam se estabelecido na Mésia Secunda inferior na condição de federados, sob seu rei Alarico I, pressionados pelos hunos de Átila, começaram a movimentar-se pelas províncias romanas vizinhas, que começaram a ser saqueadas. Como meio de apaziguar os visigodos, Arcádio concedeu a Alarico o título de prefeito da Ilíria, vindo desta forma a legalizar institucionalmente a presença visigoda dentro do Império Bizantino. Em 401, os visigodos abandonaram o Império Oriental e penetraram na península Itálica, possivelmente instigados por Constantinopla.
A influência de Eudóxia foi fortemente contestada por João Crisóstomo, o patriarca de Constantinopla, que achava que ela havia usado a riqueza de sua família para ganhar controle sobre o imperador. Eudóxia usou sua influência para inflamar hostilidade entre o clero contra Crisóstomo. Em 403, agindo por intermédio do bispo Teófilo de Alexandria, o imperador convocou um concílio e como resultado João Crisóstomo foi deposto e forçado ao exílio. No entanto a agitação em Constantinopla foi tanta que dias depois o bispo foi convidado a retornar. A rivalidade de Eudóxia e Crisóstomo continuou tendo como resultado a deposição final do bispo em 404. Neste mesmo ano Élia Eudóxia acabou por falecer em um aborto espontâneo.
Arcádio foi dominado pelo resto de seu reinado por Antêmio. Antêmio trabalhou para acabar com abusos governamentais, assim como para ampliar a cristianização e a defesa do oriente contra ataques. Leis contra o paganismo, judaísmo e heresias foram aprovadas e a paz foi selada com o Ocidente, especialmente depois da criação de um consulado conjunto entre Antêmio e Estilicão em 405. Combateu as tribos isauras que estavam desde 403 causando estragos nas províncias da Ásia Menor e fortificou os muros de Constantinopla.
Arcádio estava mais preocupado com sua aparência de cristão devoto do que com os assuntos políticos e militares, e ele morreu, tendo apenas nominalmente o controle de seu império, em 408. Ao longo de seu reinado, o imperador promulgou muitas leis contra a heresia e o paganismo, acabando por emitir um decreto ordenando que todos os templos não-cristãos deveriam ser imediatamente demolidos.

## Teodósio II

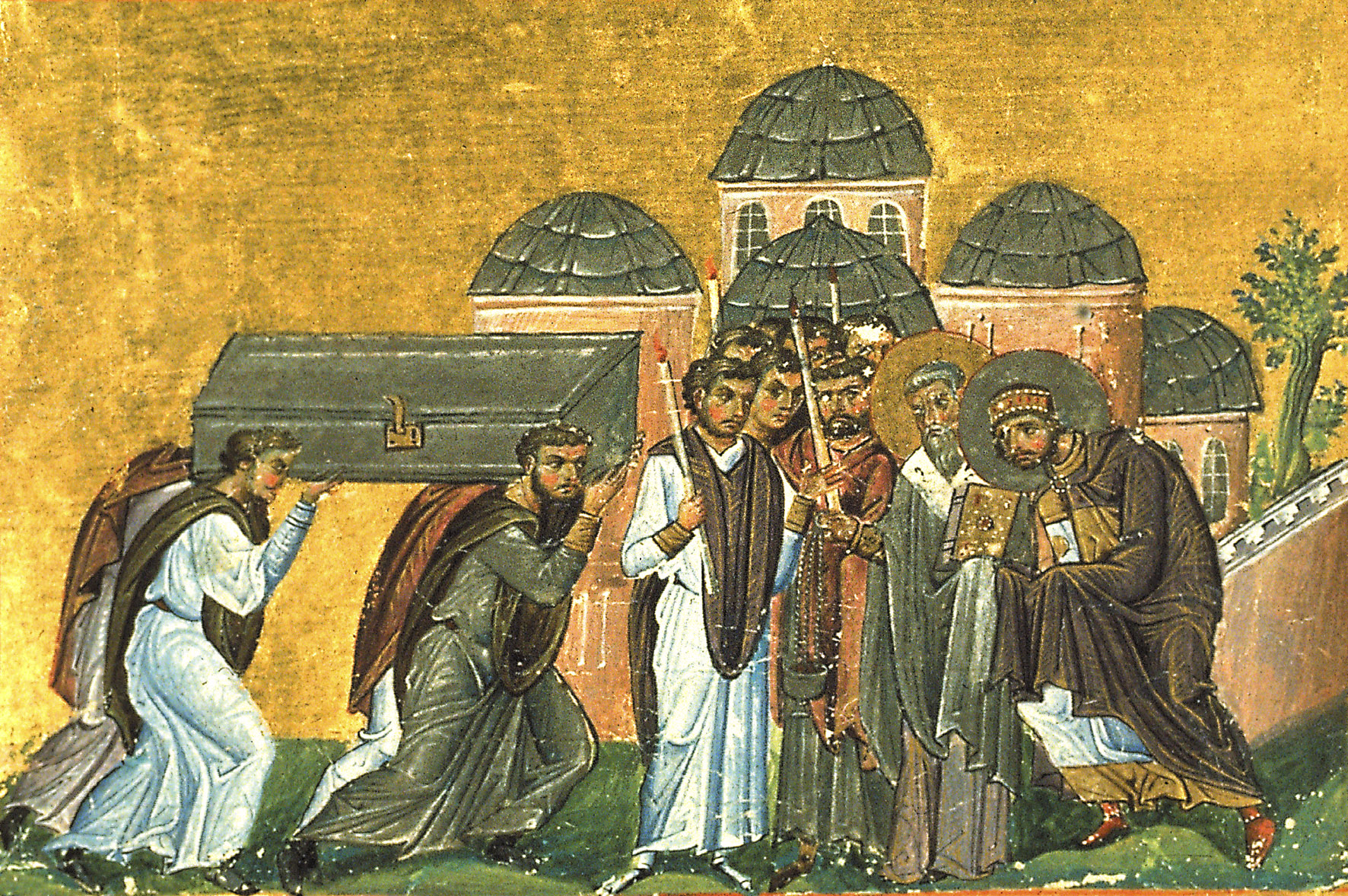
Teodósio recebendo as relíquias de João Crisóstomo. Miniatura do início do século XI.

Quando Arcádio morreu em 408, Teodósio II tinha apenas sete anos. Antêmio assumiu a regência, e mostrou talento notável. Ele deu início a um novo tratado de paz com a Pérsia e, graças também a morte de Estilicão, foi capaz de restaurar a harmonia das relações das cortes imperiais de Constantinopla  (Império Romano do Oriente) e Ravena (Império Romano do Ocidente). Reforçou a frota do Danúbio, que protegia as províncias da Mésia e da Cítia, após a bem sucedida repulsão da invasão em 409 do rei huno Uldino.
Ele, além disso, conseguiu de forma bem sucedida regularizar o suprimento de grãos de Constantinopla, que vinha principalmente do Egito e estava sob a autoridade do prefeito urbano. No passado, houve uma escassez devido à falta de navios disponíveis, resultando em fome, a mais recente em 408. Em 409, por conseguinte, Antêmio reorganizou o transporte de grãos e consentiu competências fiscais aos transportadores, tomou medidas para obter grãos de outras áreas, e criou fundos de emergência para a aquisição e distribuição de milho para os cidadãos. Ele também tomou medidas para garantir a coleta regular de impostos (409), mas em 414, ele também deu um mandato fiscal de todas as dívidas dos anos 368-407.
Em 408, no início do reinado do imperador Teodósio II (408-450), a construção de uma nova muralha começou, cerca de 1.500 metros a oeste da antiga. O novo muro ficou conhecido como o Muro de Teodósio (em grego: Θεοδοσιακόν τείχος, teichos Theodosiakon), e foi construído sob a direção de Antêmio, o prefeito pretoriano do Oriente, sendo concluído em 413. O muro se estendia por 6,5 quilômetros entre o mar de Mármara e o subúrbio de Blaquerna perto do Corno de Ouro. O muro quase dobrou o tamanho da cidade, um feito para que J. B. Bury chame-o de "em certo sentido, o segundo fundador de Constantinopla".

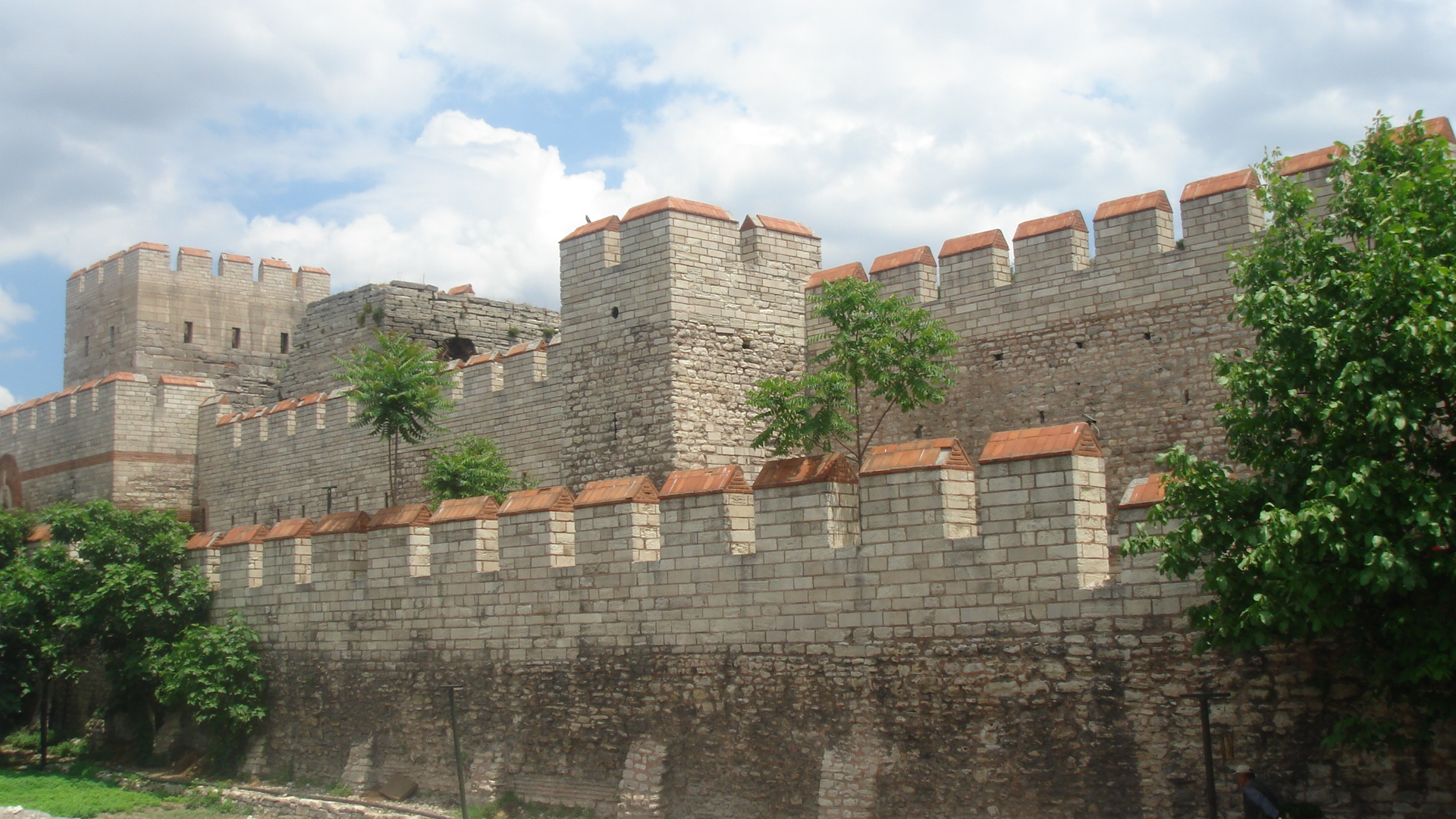
Parte da Muralha de Teodósio, construída sob a supervisão de Antêmio

Em 414, a irmã mais velha de Teodósio II, Pulquéria, foi proclamada augusta e assumiu a regência. Em 416, Teodósio foi capaz de governar sozinho, mas sua irmã manteve uma forte influência sobre ele. Ela também auxiliou seu irmão na contratação, em 421, do casamento com a grega Élia Eudóxia. Os dois tiveram uma filha chamada Licínia Eudóxia.
O crescente interesse de Teodósio no cristianismo, alimentado pela influência de Pulquéria, iniciou uma guerra contra os Sassânidas (421-422), que estavam perseguindo os cristãos. A guerra terminou em um empate, quando os bizantinos foram forçados a aceitar a paz quando os hunos ameaçaram Constantinopla.
Em 423, o imperador do Ocidente, Honório, tio de Teodósio, morreu e o primicério dos notários João foi proclamado imperador. A irmã de Honório, Gala Placídia e seu filho Valentiniano fugiram para Constantinopla para pedir o auxilio do Oriente e após uma deliberação em 424, Teodósio abriu guerra contra João. Em maio de 425, Valentiniano III foi instalado como imperador do Ocidente, com sua mãe na qualidade de regente. Para reforçar os laços entre as duas partes do império, a filha de Teodósio, Licínia Eudóxia, foi desposada por Valentiniano.

### Universidade e código de leis
Em 425, Teodósio fundou a Universidade de Constantinopla. com 31 cadeiras (15 em latim e 16 em grego). Entre os assuntos abordados estavam direito, filosofia, medicina, aritmética, geometria, astronomia, música e retórica.
A preponderância da retórica grega marcou uma etapa do processo gradual de substituição do latim pelo grego em assuntos do Império do Oriente.
Em 429, Teodósio nomeou uma comissão para recolher todas as leis desde o reinado de Constantino I, e criar um sistema totalmente formalizado de direito. Esse plano foi deixado inacabado, mas o trabalho de uma segunda comissão que se reuniu em Constantinopla, atribuída a recolher todas as legislações gerais e trazê-las até a data presente foi concluído, e a coleção quando publicada recebeu o nome de Código de Teodósio em 438. O código de leis de Teodósio II, resumiu todos as leis desde Constantino I, formando uma base para o código de leis do imperador Justiniano I no século seguinte.
Em 14 de novembro de 435 Teodósio ordenou a destruição de todos os templos pagãos remanescentes.

### Guerra com vândalos, persas e hunos
Quando a África romana caiu ante os vândalos em 439, os imperadores do ocidente e do oriente enviaram forças para a Sicília, para lançar um ataque aos vândalos em Cartago, mas o projeto falhou. Em 440, um novo conflito eclodiu entre os bizantinos e os sassânidas quando o xá Isdigerdes II invadiu a Armênia romana. Como resultado os bizantinos acordaram em pagar tributo aos sassânidas o que garantiu um período de paz até o ano de 502.
Vendo as fronteiras imperiais sem forças significativas, os hunos declararam guerra. Durante 443, duas armadas romanas foram destruídas pelos hunos. Os hunos chegaram a Atira (atual Büyükçekmece) em 447, no entanto, foi alcançado um acordo com o império, negociado pelo patriarca Anatólio de Constantinopla. Neste acordo, Teodósio prestou-lhes tributos (300 kg de ouro).

### Disputas teológicas

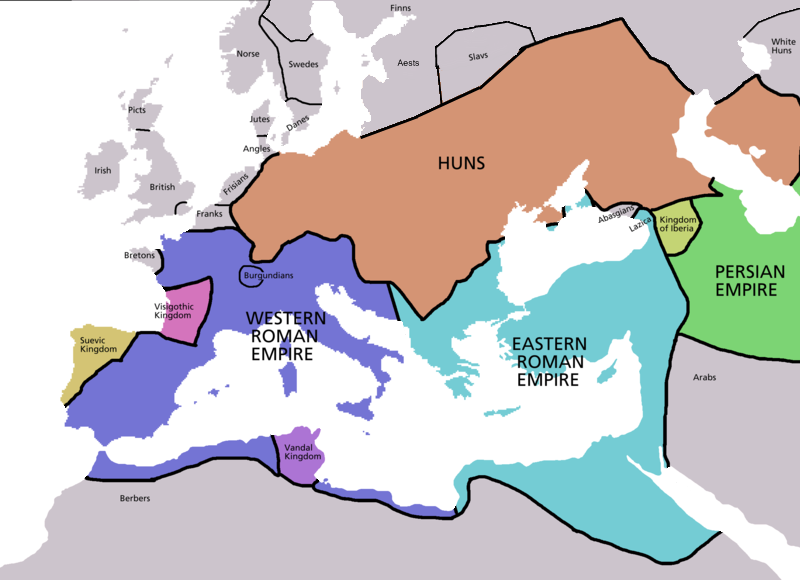
Império Bizantino após a morte de Teodósio II

Durante uma visita à província romana da Síria, Teodósio conheceu o pregador Nestório e o nomeou Patriarca de Constantinopla em 428. Nestório rapidamente se envolveu nas disputas das facções teológicas, que diferiam em sua cristologia. Nestório tentou encontrar um meio-termo entre aqueles que, enfatizavam o fato de que Cristo-Deus tivesse nascido como um homem, insistindo chamar a Virgem Maria de Teótoco ("Mãe de Deus"), e aqueles que rejeitavam esse título, porque Deus como um ser eterno não poderia ter nascido. Nestório sugeriu o título Cristótoco ("Mãe de Cristo"), mas não encontrou aceitação por ambas as facções e foi acusado de enfatizar a divindade de Cristo além de sua natureza humana, uma heresia mais tarde chamada nestorianismo. Embora inicialmente apoiado pelo imperador, Nestório encontrou um adversário forte no patriarca Cirilo de Alexandria. Com o consentimento do imperador e do papa Celestino I, convocou um Concílio Ecumênico no Éfeso em 431, afirmou o título Teótoco e condenou Nestório, que foi então exilado pelo imperador. Teodósio ordenou que toda a vasta obra do patriarca fosse queimada.
Quase vinte anos depois, a disputa teológica começou novamente, desta vez causada pelo abade de Constantinopla Eutiques, cuja cristologia foi entendida por alguns como  uma forma de misturar a natureza humana e divina de Cristo em uma. Eutiques foi condenado pelo patriarca Flaviano de Constantinopla mas encontrou um amigo poderoso no sucessor de Cirilo, Dióscoro de Alexandria. Outro concílio foi convocado no Éfeso, em 449, considerado "um sínodo de ladrões" por causa de sua circunstâncias tumultuadas, Eutiques restaurado e Flaviano deposto, que foi maltratado e morreu pouco depois. O papa Leão I de Roma e muitos outros bispos protestaram contra o resultado, mas o imperador suportou. Somente após sua morte em 450, as decisões foram revertidas no Concílio de Calcedónia.
Teodósio II morreu em 29 de julho de 450, como resultado de um acidente de equitação. Na luta pelo poder que se seguiu, sua irmã Pulquéria, que recentemente havia retornado à corte, venceu o eunuco Crisáfio. Ela se casou com o general Marciano, tornando-o imperador.

## Marciano

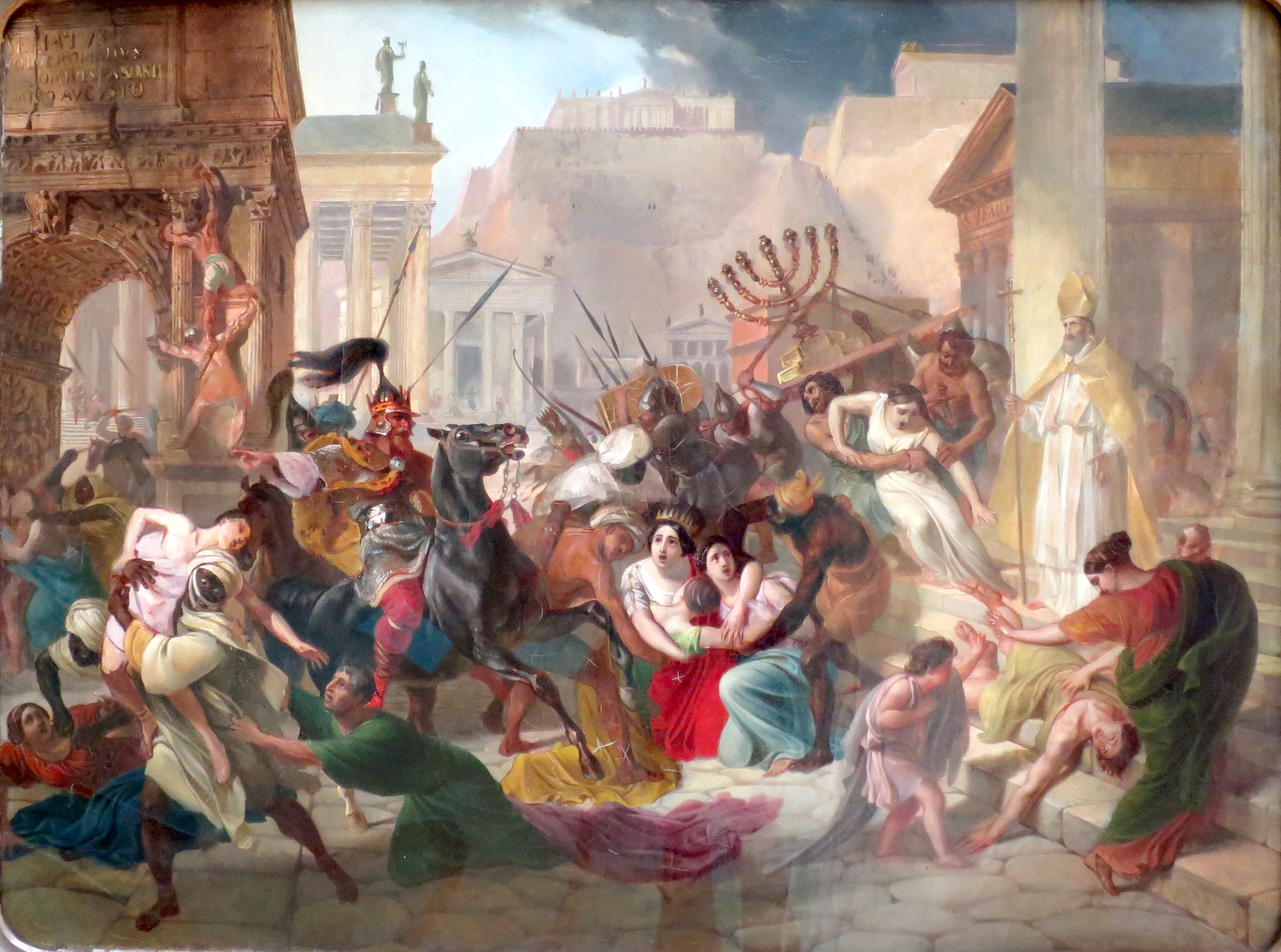
Genserico saqueando Roma,
por Karl Briullov, na Galeria Tretyakov.

Ao tornar-se imperador, Marciano repudiou os constrangedores pagamentos de tributo a Átila, o Huno (434-453), que este costumava receber de Teodósio em troca de não atacar o Império do Oriente. Ciente de que jamais conseguiria tomar Constantinopla, Átila voltou-se para o ocidente e liderou as suas famosas campanhas na Gália em 451 e na Itália em 452, sem molestar o território bizantino.
Marciano reformou as finanças, controlou as extravagâncias e recolonizou os distritos devastados. Repeliu ataques contra a Síria e o Egito (452) e reprimiu distúrbios na fronteira com a Armênia (456). O fato marcante de seu reinado é o Concílio de Calcedônia (451), no qual Marciano procurou mediar os desentendimentos entre as escolas rivais de teologia.
Marciano evitou envolver-se no destino do Império do Ocidente. Ele não fez nada para ajudar o oeste, durante as campanhas de Átila e, fazendo jus a sua promessa, ignorou as depredações de Genserico, mesmo quando os vândalos saquearam Roma em 455. Foi recentemente argumentado, no entanto, que Marciano estava mais ativamente envolvido no auxilio ao Império Ocidental do que os historiadores haviam acreditado e que o envolvimento de Marciano pode ser discernido nos eventos que levaram até, inclusive, a morte de Átila.
Pouco antes da morte de Átila, em 453, este voltou a entrar em conflito com Marciano. O chefe huno faleceu antes que uma guerra aberta começasse. Marciano afirmou que viu, em um sonho, o arco de Átila quebrado diante dele, e poucos dias depois, recebeu a notícia que seu grande inimigo estava morto.
Marciano, acometido por uma doença (possivelmente gangrena) contraída durante uma peregrinação religiosa, morreu em 27 de janeiro de 457. Foi socorrido por sua filha Eufêmia e por seu genro Antêmio. Foi sepultado na Igreja dos Santos Apóstolos, em Constantinopla, juntamente com Élia Pulquéria. A Igreja Ortodoxa considera-o e a sua mulher Pulquéria como santos, celebrados em 17 de fevereiro.
Marciano não tinha um varão para sucedê-lo no trono, tornando, assim, o mesmo vago, no entanto, o general Áspar encarregou-se de ascender como imperador alguém que lhe favorecesse, o militar Leão.